# Uch (fiume)
L'Uch (in russo Ух?) è un fiume della Siberia Occidentale, affluente di destra della Konda (bacino idrografico dell'Irtyš). Scorre nel Sovetskij rajon del Circondario autonomo degli Chanty-Mansi-Jugra, in Russia.
Il fiume scorre in direzione meridionale in una zona paludosa e passa tra le città di Jugorsk e Sovetskij. La sua lunghezza è di 134 km e il suo bacino è di 554 km². Sfocia nella Konda a 923 km dalla foce.